# 토비 키스
토비 키스(Toby Keith, 1961년 7월 8일~2024년 2월 5일)는 미국의 컨트리 가수 겸 배우이다.